# Low Wood Gunpowder Works

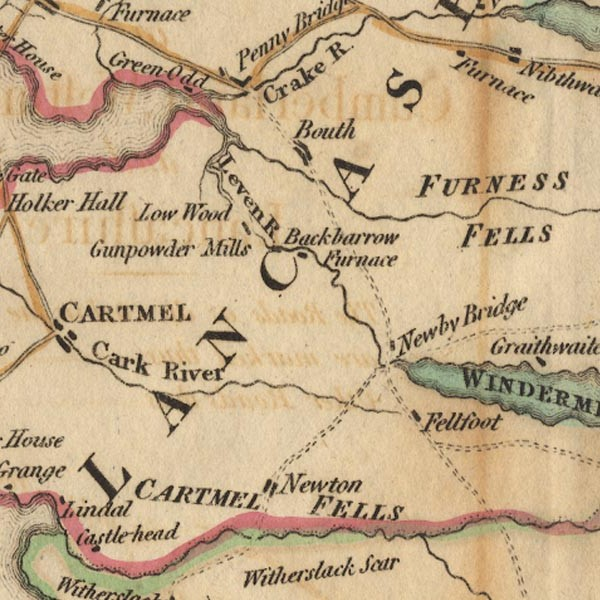
Molinos de pólvora Low Woods, en un mapa de 1821 (la orientación del mapa es del norte a la derecha)

Low Wood Gunpowder works (también Lowwood) era un molino de pólvora fundado en Furness, Inglaterra, al final del siglo XVIII.  Se volvió un proveedor significativo , y sobrevivió como negocio hasta que se encargó Industrias Químicas Imperiales alrededor de 1930. Los trabajos fueron abandonados en  1935.
El molino fue instalado en estuario, para tener acceso al mar, en el Río Leven. Inicialmente  se llamó Daye Barker & Co., los socios fundadores fueron Daye Barker, James King, Christopher Wilson y Joseph Fayrer. Los restos del Clock Tower Works representan un  Grado  II*  en los edificions listados (Listed Building).
La producción de pólvora en el área (ahora del sur Cumbria) empezó en 1764, con un molino en Sedgwick construido por John Wakefield de Kendal. Un aspecto importante era el suministro  del comercio triangular, los mercaderes se comprometieron con el mismo particularmente en  Liverpool. Low Wood Works comenzó a  operar en 1798.

## Antecedentes
El lugar donde está ubicado Lowwood, cerca de Haverthwaite, se había utilizado anteriormente para una fragua del siglo XVII, bajo el nombre alterno de  Burnbarrow (cerrado en 1620). En el siglo XVIII Isaac Wilkinson construyó un horno para la producción de hierro. La presa preexistente puede haber sido utilizada por la fragua. Los factores que favorecieron el desarrollo de molinos de pólvora  en lo que ahora es Cumbria estaban relacionados con la industria existente de carbón y la energía hidráulica.
Daye Barker dejó su negocio de algodón en el cercano Backbarrow, en 1798. Se le emitió a Daye Barker & Co  una licencia para el uso de pólvora el 2 de octubre de aquel año.

## Sus comienzos
La fábrica hacía pólvora mezclando sulfuro y salitre importado, que inicialmente se hacía en el lugar.  Siguió la sugerencia del gobernador consejero Richard Watson, para controlar las condiciones en que el carbón vegetal se preparaba, con cilindros de carbón, para mayor confiabilidad.  La gran demanda creada por el carbón fue cubierta por vástagos en Windermere, Coniston Water y Esthwaite Water. Las mejores maderas desde el punto de vista del tamaño del grano en polvo eran el enebro, seguido por el aliso y el abedul.
El Leven era navegable aproximadamente hasta el puente Low Wood, que puede haber sido levantado por la compañía. Fayrer, que murió en 1801, fue un excapitan esclavista, y fue agente de la compañía en Liverpool, un importante mercado exportador de pólvora, en particular a África Occidental. El también estaba a cargo de las importaciones de materia prima a través de Ulverston. El primo de Wilson, Thomas Parke, operaba allí. El rol de Fayrer lo tomó la firma Prestón & Winder, con Gerrard Preston, un capitán esclavista y comerciante de Lancaster. Falleció en 1804, su firma había sido liquidada al comienzo de 1803.

## Últimos años
Después del Acta del Comercio de Esclavos (1807) la compañía cambió enormemente, dedicándose a la fabricación de  explosivos, un mercado en el que se volvió prominente. Daye Barker murió en 1835. Fue remplazado en la compañía por su hijo que lleva el mismo nombre.
Para la fábrica se construyó una vía angosta de tranvía.  La forma normal de transporte consistía en almacenar en Roudsea y luego llegaba a Greenodd o Ulverston en balandra. La compañía tenía un polvorín en Liscard, Wirral, bajo la licencia del acta de pólvora 1772. En 1869, se abrió una línea ramal del ferrocarril Furness. En la década de 1880, es posible que hayan usado el granero Bark (Bark Barn) como depósito, en Roudsea Wood, cerca de Haverthwaite. El registro de seguridad era pobre, diversas explosiones tuvieron lugar hasta 1903.
El más joven Daye Barker dejó la sociedad en 1858. La compañía Lowwood se volvió una  sociedad comercial en 1863. Fue adquirida por W. H. Wakefield & Co. en 1882 que operaba la fábrica de pólvora Gateback cerca de Kendal.